# Daniel Madié
Daniel Madié (født 9. april 1972 i Randers) er en dansk selvstændig erhvervsdrivende og kommunalpolitiker, der siden 2007 har været medlem af Randers Byråd, frem til 2024 for Det Konservative Folkeparti og siden som løsgænger. Han var også medlem af sammenlægningsudvalget for den sammenlagte Randers Kommune i 2006.
Daniel Madié er uddannet HD fra Handelsskolen i Randers og har desuden en mastergrad i forretningsledelse fra Henley i 2003. Han har siden 2002 haft sin egen virksomhed, arbejder desuden som ledelseskonsulent og er medejer af rejsebureauet Eastern Snow.
Han blev i 2010 medlem af Randers Byråd for Det Konservative Folkeparti og har ved kommunalvalgene i 2013, 2017 og 2021 været sit partis spidskandidat. Det er han også valgt til ved kommunalvalget i 2025.
Daniel Madié blev sammen med to andre udvalgsformænd afsat som følge af en omkonstituering i 2015. De valgte at stævne kommunen og vandt i 2018 sagen. Retten vurderede, at omkonstitueringen var ulovlig.
13. juni 2022 blev han overrakt Ridderkorset for sit lange virke i kommunalpolitik.